# CHAOS;HEADラジオ
CHAOS;HEADラジオ（カオスヘッドラジオ）または、ラジオCHAOS;HEAD（ラジオカオスヘッド）は、ゲーム『CHAOS;HEAD』シリーズのプロモーションのために音泉で配信されたインターネットラジオ番組である。

## 概要
2008年から2011年までに3シリーズが配信された。シリーズごとに内容は刷新されたが、それぞれ第一期・第二期・第三期に位置づけられている。なおいずれも、タイトルの「CHAOS;HEAD」部分は、タイトルロゴでは『CHAOS;HEAD』ゲーム本編と同様に「Chäos;HEAd」となっている。

## CHAOS;HEADラジオ 妄想電波局
『CHAOS;HEADラジオ 妄想電波局』（カオスヘッドラジオ もうそうでんぱきょく）が、Windowsソフト『CHAOS;HEAD』発売に連動して配信された。
副題「妄想電波局」は、『STEINS;GATE』のラジオ『未来ガジェット電波局』に受け継がれている。

### 第1期配信情報
- 期間：2008年3月28日 - 2008年5月30日
- 更新日：毎週金曜日
- 回数：全10回

### 第1期パーソナリティ
- 吉野裕行（西條拓巳 役）
- 喜多村英梨（咲畑梨深 役）

### 第1期ゲスト
| 回 | 配信日        | ゲスト         | 備考              |
| -- | ------------- | -------------- | ----------------- |
| 4  | 2008年4月18日 | たかはし智秋   | 楠優愛 役         |
| 5  | 2008年4月25日 | たかはし智秋   | 楠優愛 役         |
| 6  | 2008年5月2日  | ジョイまっくす | 最狂広報          |
| 8  | 2008年5月16日 | 生天目仁美     | 蒼井セナ 役       |
| 9  | 2008年5月23日 | 生天目仁美     | 蒼井セナ 役       |
| 10 | 2008年5月30日 | 友永朱音       | 星来オルジェル 役 |

### 第1期コーナー
- 暴走！妄想レポート
- カオス妄想+
- 番組・ゲームの感想

### 第1期ラジオCD
『CHAOS;HEADラジオCD 妄想電波局』が2008年8月29日、Nitroplus発売/HOBiRECORDS販売でリリース。
収録内容
- MP3CD：配信全10回+特別番組「妄想反省会」
- CD-DA：特別番組2編「西條拓巳の日常」「ブラッドチューン THE RADIO」

### ブラッドチューン THE RADIO
作中の架空のTVアニメ『ブラッドチューン THE ANIMATION』のラジオ番組。パーソナリティは友永朱音（星来オルジェル 役）。『CHAOS;HEADラジオCD 妄想電波局』に収録。

## ラジオCHAOS;HEAD Love×2中毒注意報
『ラジオCHAOS;HEAD Love×2中毒注意報』（らじおカオスヘッド らぶらぶちゅうどくちゅういほう）が、Xbox 360ソフト『CHAOS;HEAD らぶChu☆Chu!』発売に連動して配信された。
本シリーズから、前シリーズでパーソナリティだった『CHAOS;HEAD』本編の主演声優に代わり、劇中アニメ『ブラッドチューン THE ANIMATION』の声優（本編にも登場するが）がパーソナリティとなった。

### 第2期配信情報
- 期間：2010年2月11日 - 2010年4月15日
- 更新日：毎週木曜日（第1回のみ2週間配信で第2回は2月25日）
- 回数：全9回

### 第2期パーソナリティ
- パーソナリティ
  - 友永朱音（星来オルジェル 役）
  - 加藤英美里（エリンフレイ・オルジェル 役）
- その他のレギュラー出演者
  - ジョイまっくす - 「天の声」としてコーナー「モッコリ！モーソーまるごとエンギッス！」に出演[7]。

### 第2期コーナー
- モッコリ！モーソーまるごとエンギッス！
- コレが私のフルボッコ
- リア充ラボラトリー

### 第2期ゲスト
| 回 | 配信日/発売日 | ゲスト     | 備考        |
| -- | ------------- | ---------- | ----------- |
| 3  | 2010年3月4日  | nao        | 主題歌歌手  |
| CD | 2010年8月13日 | 喜多村英梨 | 咲畑梨深 役 |

### 第2期ラジオCD
2010年8月13日、『WEBラジオCHAOS;HEAD LoveLove中毒注意報 CD』が、『CHAOS;HEAD C78コミケセット』として同梱販売された。
収録内容
- MP3CD：配信全9回
- CD-DA：「CD特別編」（ゲスト：喜多村英梨）、『らぶChu☆Chu!』本編のサウンドトラック10曲

## ラジオCHAOS;HEAD3Love×2中毒注意報♥Portable!
『ラジオCHAOS;HEAD3 Love×2中毒注意報♥Portable!』（らじおカオスヘッド らぶらぶちゅうどくちゅういほう ポータブル）が、PSP版『CHAOS;HEAD らぶChu☆Chu!』発売に連動して配信された。
レギュラーパーソナリティは前シリーズと同じ。

### 第3期配信情報
- 期間：2010年11月11日 - 2011年1月20日
- 更新日：隔週木曜日
- 回数：全6回

### 第3期パーソナリティ
- パーソナリティ
  - 友永朱音（星来オルジェル 役）
  - 加藤英美里（エリンフレイ・オルジェル 役）
  - 入れ替わりパーソナリティ - 毎回交代
- その他のレギュラー出演者
  - ジョイまっくす - 「宣伝コーナー」担当として出演[7]。

### 第3期コーナー
- かおすな部屋
- 宣伝コーナー

### 第3期ゲスト
ゲストは3人目の回代わりのパーソナリティとして登場した。
| 回 | 配信日         | ゲスト     | 備考          |
| -- | -------------- | ---------- | ------------- |
| 1  | 2010年11月11日 | 辻あゆみ   | 折原梢 役     |
| 2  | 2010年11月25日 | 生天目仁美 | 蒼井セナ 役   |
| 3  | 2010年12月9日  | 榊原ゆい   | 岸本あやせ 役 |
| 4  | 2010年12月23日 | 宮崎羽衣   | 西條七海 役   |
| 5  | 2011年1月6日   | 吉野裕行   | 西條拓巳 役   |
| 6  | 2011年1月20日  | 喜多村英梨 | 咲畑梨深 役   |

### 延長戦
2011年2月6日日曜日、AKIHABARAゲーマーズ本店8階イベントスペースで「ラジオCHAOS;HEAD3 Love×2中毒注意報♥Portable! 延長戦」の公開録音が開催された。
パーソナリティは配信版と同じ友永朱音と加藤英美里。番組はラジオCDに収録予定。